# Щетинник зелёный
Щети́нник зелёный, или мыше́й зелёный (лат. Setária víridis), — однолетний злак, вид рода Щетинник (Setaria).
Распространённое сорное растение, дикий предок культурного щетинника итальянского, или могара (Setaria italica).

## Ботаническое описание

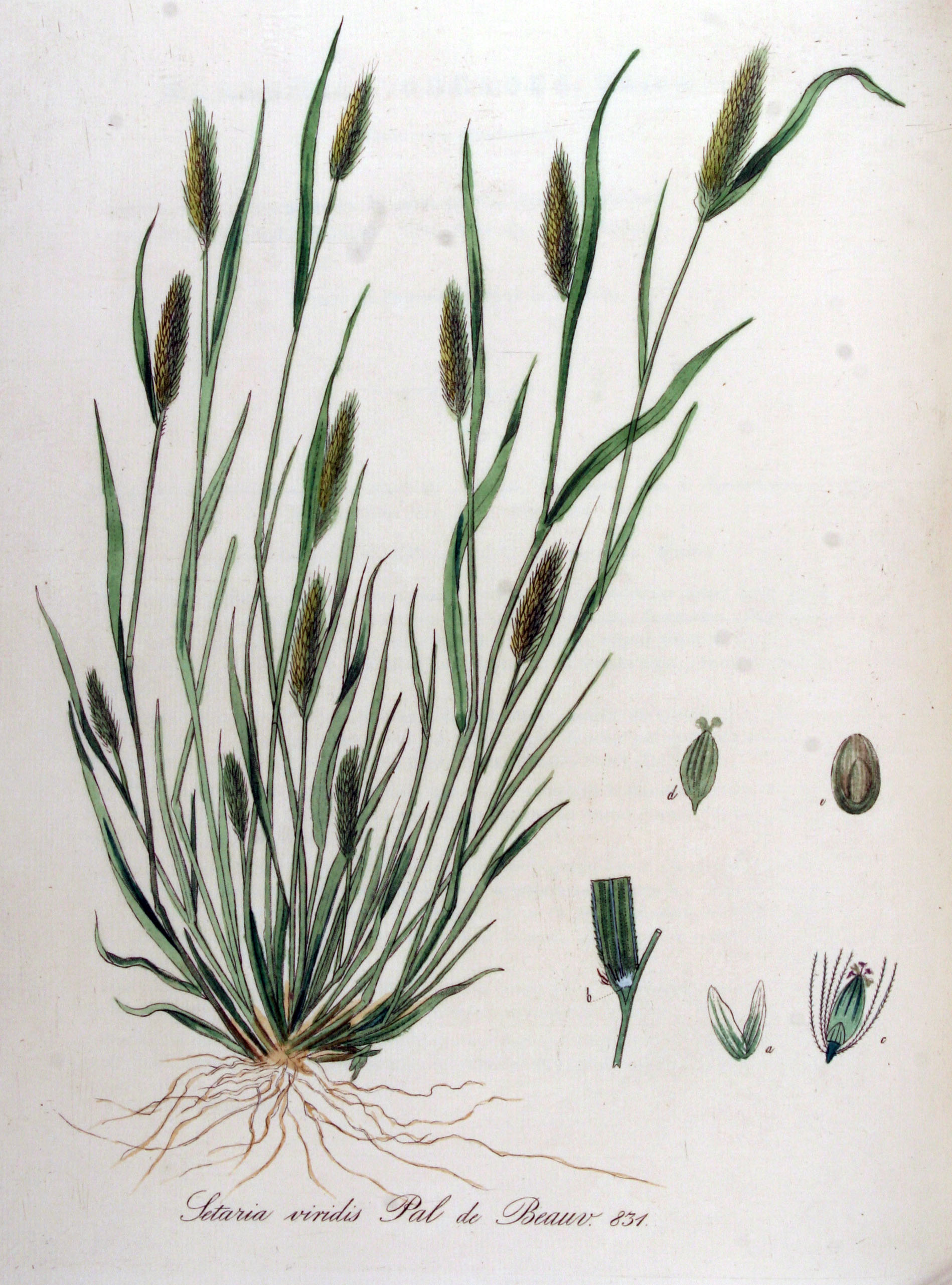

Однолетнее растение, образующее множество стеблей 10—50(100) см высотой, прямостоячих или коленчато восходящих, обыкновенно с 4—5 узлами, в основании и нижних узлах ветвящихся. Под соцветием стебель шершавый.
Листья плоские, зелёные, 2—12 мм шириной, обыкновенно до 15 см длиной, по краю и с верхней стороны немного шероховатые. Средняя жилка узкая, хорошо заметная при основании листа, боковые жилки очень узкие, по 3 с каждой стороны. Язычок представлен рядом ресничек. Влагалище цилиндрическое или едва уплощённое, голое или с кверху направленными ресничками и волосками с утолщённым основанием.
Одноцветковые колоски 2—2,5 мм длиной собраны в группах по 2—6 (половина в каждой группе недоразвиты) в продолговатую или линейно-цилиндрическую колосовидную метёлку 2—12 см длиной, ветви которой редуцированы до прицветников под каждой группой колосков. Под каждым колоском выступают 1—3 зелёные или тёмно-фиолетовые щетинки, превышающие колоски по длине в 2—3 раза. Колосковые чешуи очень неравные, плёнчатые, нижняя округло-яйцевидная, с одной жилкой, в 3—4 раза короче колоска, верхняя 5—7-жильчатая, сходная с колоском по длине и очертаниям.
Зерновка около 1,7 мм длиной и 1 мм шириной.

## Значение
Сорное растение, антропохор, засоряющий посевы пропашных и зерновых культур, изредка встречается в посевах многолетних трав. Одно растение даёт до 7000 семян. Всходы при массовом появлении задерняют и иссушают почву. Засоряет семена проса, от которых, однако достаточно легко отделим. Почти не отделим от семян могара.
Может использоваться на сено, будучи скошенным до образования соцветий, охотно поедается скотом.

## Распространение
Средиземноморский вид, распространившийся в умеренных и тропических регионах всех континентов. Обычное рудеральное растение по всей России, за исключением северных районов. Завезён в Северную Америку и Австралию.

## Таксономия

### Синонимы
- Chaetochloa viridis (L.) Scribn., 1897
- Chamaeraphis viridis (L.) Millsp., 1892
- Ixophorus viridis (L.) Nash, 1895
- Panicum bicolor Moench, 1794
- Panicum laevigatum Lam., 1778
- Panicum pachystachys Franch. & Sav., 1878
- Panicum purpurascens Opiz, 1822
- Panicum reclinatum Vill., 1787
- Panicum viride L., 1759basionym
- Pennisetum viride (L.) R.Br., 1810
- Setaria italica subsp. viridis (L.) Thell., 1912
- Setaria pachystachys (Franch. & Sav.) Matsum., 1892
- Setaria reclinata (Vill.) Chevall., 1836
- Setaria weinmannii Roem. & Schult., 1817
- Setariopsis viridis (L.) Samp., 1914

и другие.